# Agrypnia varia
Agrypnia varia – gatunek owada z rzędu chruścików. Larwy budują przenośne domki, zbudowane ze spiralnie ułożonych części roślinnych.
Gatunek w Polsce raczej rzadki, tyrfofilny limnebiont. Występuje w całej Europie oraz w Iranie.
Dwie larwy złowiono jez. Łupalickim i Cechyńskim Wielkim (Pojezierze Pomorskie), jedna larwę złowiono w jez. Głębokie Uścimowskie (Poj. Lubelskie), kilka w jez. Skadna i Skonał na Pojezierzu Mazurskim, larwy spotykane w trzcinach i ramienicach. Imagines złowione nad jez. Narckim, Oświn, Skanda i małym zbiorniku w Olsztynie, a także nad jeziorami okolic Kartuz, oraz torfiankami Wielkopolski.
W Finlandii występuje stosunkowo pospolicie, lecz lokalnie w stawach, czasami w zalewach morskich i jeziorach. Stwierdzony w jeziorach Karelii, imagines poławiane nad jez. Ładoga i jeziorami oraz ciekami Estonii. Nad jeziorami Łotwy i Litwy imagines rzadko spotykane, głównie nad jeziorami o charakterze torfowiskowym lub dystroficznym. Gatunek ten jest znany z jezior, torfowisk i bagien Niemiec. W Holandii larwy spotykano w małych jeziorach torfowiskowych. W Irlandii larwy złowiono w jeziorze mezotroficznym. Nad Balatonem imagines poławiane rzadko. We Włoszech gatunek ten spotykano w jeziorze przepływowym, zaś imagines nad jez. Trasimeno. Imagines spotykano ponadto nad górskimi jeziorami Czarnogóry oraz Kaukazu.